# Тимченко Геннадій Миколайович
Геннадій Миколайович Тимченко (нар. 9 листопада 1952, Ленінакан, Вірменська РСР) — російський олігарх, член клану Путіна; громадський діяч. Власник приватної інвестиційної групи Volga Group, що спеціалізується на інвестиціях в енергетичні, транспортні та інфраструктурні активи. Голова Економічної ради Франко-російської торгово-промислової палати. Колишній співвласник компанії Gunvor Group. 
Голова Ради директорів Континентальної хокейної ліги і Президент хокейного клубу СКА (Санкт-Петербург). Член опікунської ради Російського географічного товариства. Кавалер ордена Почесного легіону. Має громадянство Фінляндії.

## Біографія
Подільник Путіна з приватизації підприємств Петербурга в 1990-х роках. Згодом став «гаманцем» (фіктивний тримач акцій фактичного володаря) грошей Путіна за кордонами Росії, головно в нафто-газовому бізнесі.
Після деяких коливань відмовився очолити будівництво мосту через Керченську протоку.

## Санкції

Країни, в яких Геннадій Тимченко потрапив під санкції

У березні 2022 року дружину Тимченка Олену, двох його доньок - Наталію Браунінг і Ксенію Франк, а також зятя Гліба Франка занесли до санкційних списків США.
19 жовтня 2022 року влючений до списку підсанкційних осіб.
Співвласник хокейної арени Хельсінкі в столиці Фінляндії. Внаслідок повномасштабного вторгнення РФ до України, арену було  закрито в лютому 2022 року, і до кінця зими 2024 року влада країни планує провести її націоналізацію. 